# Иванов, Дмитрий Олегович (хоккеист)
Дмитрий Олегович Иванов (род. 24 января 1970, Челябинск) — советский и российский хоккеист, нападающий. Мастер спорта России. Тренер.

## Биография
Воспитанник челябинского «Трактора», тренер Николай Бец. Выступал за команды «Металлург» / «Мечел» Челябинск (1988/89б 2003/04 — 2004/05), СКА Свердловск (1989/90), «Металлург» Магнитогорск (1990/91 — 1994/95), «Южный Урал» (1992/93), «Металлург-2» Магнитогорск (1994/95), «Трактор» (1995/96 — 1998/99), «Надежда» Челябинск (1995/96), «Юниор-Т» Курган (1997/98), «Рубин» / «Газовик» Тюмень (1998/99, 2000/01, 2004/050, ЦСК ВВС (1999/2000), «Нефтяник» Альметьевск (2000/01), «Спутник» Нижний Тагил (2001/02), «Мостовик» Курган (2002/03), «Химик»-СКА Новополоцк (Беларусь), «Барыс» Астана (Казахстан), «Сталь» Аша (все — 2005/06).
В МХЛ — РХЛ провёл 8 сезонов. Бронзовый призёр МХЛ 1994/95.
Тренер в СДЮШОР «Мечел» (2006—2008), ДЮСШ «Белые медведи» Челябинск (с 2011).